# Bryum terskeiense
Bryum terskeiense là một loài rêu trong họ Bryaceae. Loài này được Paris mô tả khoa học đầu tiên năm 1904.